# Muonio (Finlandia)
Muonio è un comune finlandese di 2281 abitanti, situato nella regione della Lapponia, sulle rive del fiume Muonionjoki, al confine con la Svezia.
Stazione sciistica specializzata nello sci di fondo, Muonio ha ospitato una tappa della Coppa del Mondo di sci di fondo 1999 e numerose gare minori. La località è meta di turismo invernale anche per la corsa con i cani da slitta e con le motoslitte.